# 크림 고트어
크림 고트어는 크림반도에 살던 크림 고트족이 사용하던 고트어의 한 방언이다.
크림 고트어에 관해서는 몇 안되는 단편적인 기록 밖에 남아 있지 않다. 오늘날 크림 고트어에 대해 알려진 것들은 대부분 16세기 플랑드르 대사이자 언어학자인 오지에 길랭 드 뷔스베크(Ogier Ghislain de Busbecq)의 서간문에 근거하고 있는데, 약 80개 정도의 단어가 기록되어 있으며 문법에 관해서는 뷔스베크 자신의 탁월한 견해가 들어간 해석이 남아 있다.
크림 고트어는 그 음성학적 특징에서 고트어의 방언으로 인식되고 있다. 예를 들어, ada (알)이라는 단어는 고트어의 게르만어적인 특징을 잘 나타내고 있다.
바이킹은 크림 고트족의 존재를 인지하고 있었을지도 모른다. 귀타사가(Gutasaga)가 전하는 바에 따르면 고트란드섬에 거주하는 주민의 3분의 1이 섬을 떠나 그리스의 섬들에 이주하게 되었을 때, 이주지인 그리스 섬들에서 고(古) 고틀란드어(Gutamål)과 거의 동일한 언어가 존재하는 것을 발견했다는 룬 문자의 명문이 남아 있었기 때문이다.

## 역사
고트족은 대략 기원후 3세기부터 크림반도에 살았다. 2015년 만구프 유적의 성당에서 발견된 고트어 낙서 5점이 있는데 이는 고트 문자로 쓰인 성서 고트어로서 모두 9세기 중반 이후에 쓰여진 것이다. 또한 9세기에 쓰인 성 키릴의 전기에서도 예배와 성경 읽기에서 고유의 언어와 문자를 사용하는 고트족에 관해 언급하고 있다. 13세기 이 지역을 방문한 플람스인 빌럼 판 루브뤽도 크림반도에서 사용되는 게르만어에 관해 언급한다.
한편 13세기 그리스의 역사가 게오르기오스 파키메리스는 크림 고트족이 타타르어를 채택하고 있다고 썼다. 오지에 길랭 드 뷔스베크(1562년)의 중요한 자료에서 당시까지 여전히 크림 고트어가 사용되고 있었음을 알 수 있으나, 16세기에 쓰인 자료에서는 크림 고트족이 그리스어, 타타르어 등 다양한 언어를 사용했다고 전해진다. 이러한 다중 언어 사용은 언어가 쇠퇴하고 있었음을 암시하며, 1794년 프로이센의 박식가 페터 지몬 팔라스의 보고서에서는 크림반도에서 더 이상 해당 언어의 흔적을 찾을 수 없다고 쓰고 있다.